# ゴルトンボード

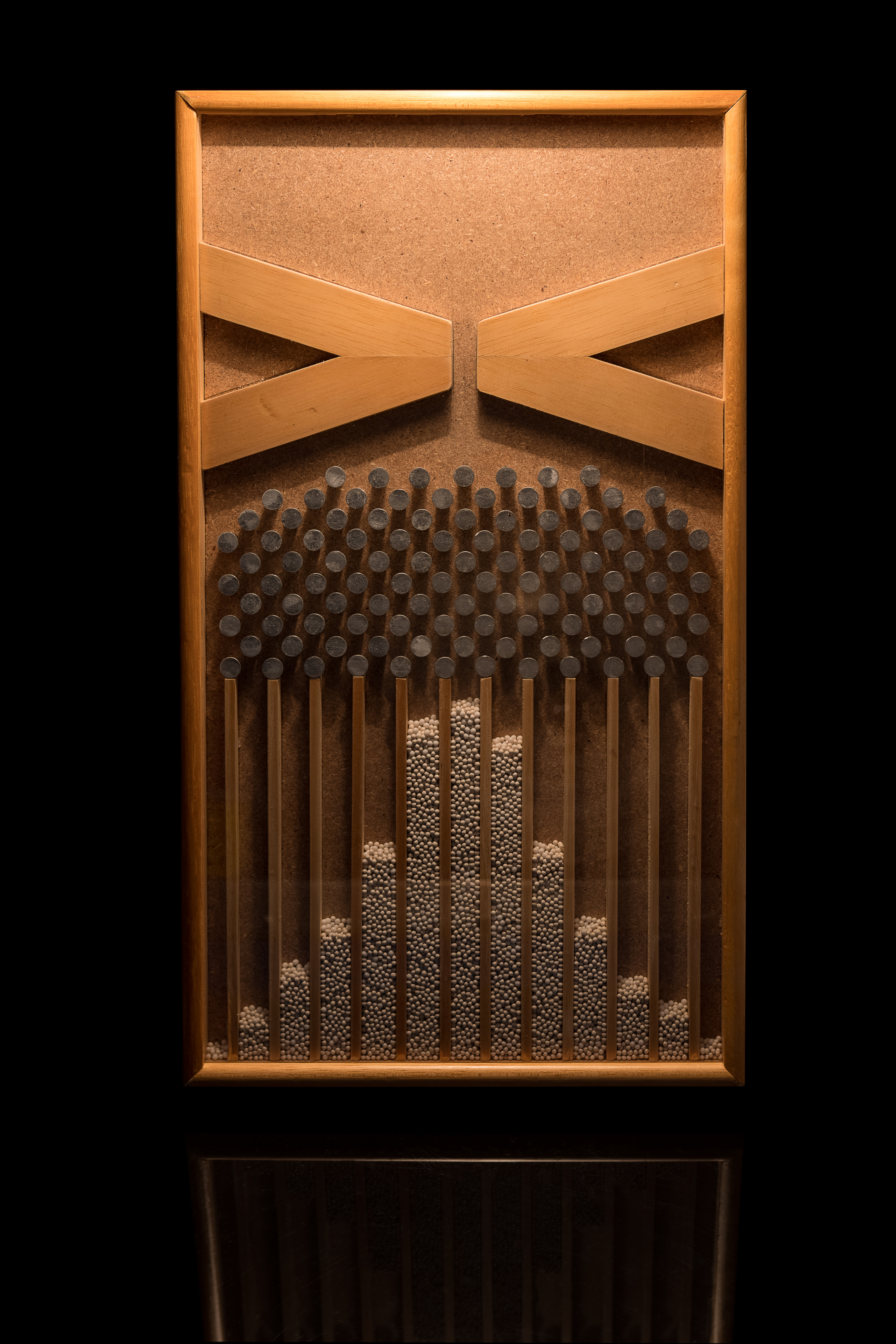
ゴルトンボード

ゴルトンボード（Galton Board、bean machineやquincunxの名称でも知られる）は、フランシス・ゴルトン卿が中心極限定理の実証、特に、サンプルサイズが十分な大きさだった場合は二項分布が正規分布に近似するということを実証するために発明した装置である。この装置を応用する中で、「平均への回帰」あるいは「凡庸性の原理（英語: Mediocrity principle）」に対する理解を深めることに寄与した。

## 概要
ゴルトンボードは、行ごとに交互に釘が打たれた垂直な板から成る。装置が水平であった場合、玉を上から落とすと、釘に当たるごとに玉は左か右に1/2の確率で跳ねる。落下した玉は最終的に底部の溜め場に集積されるが、溜め場に積みあがった玉の列の高さを見ると、ベル曲線に近似している。溜め場の位置にパスカルの三角形を重ね合わせると、玉が溜め場のそれぞれの列に到達するために辿りうる、異なった経路の数が表示される。
チャールズ & レイ・イームズ夫妻が「マスマティカ展（Mathematica: a world of numbers...and beyond）」において制作した巨大なゴルトンボードが、ボストン科学博物館、ニューヨーク科学館、ヘンリー・フォード博物館に恒久展示されている。
ゴルトンボードは、釘の形状を変更したり、釘を片方に偏らせたりすることで、様々な分布を構成することが可能で、二峰性分布（バイモーダル）のゴルトンボードも制作されている。対数正規分布（自然界、特に生物学的なプロセスにおいてよく見られる）用のゴルトンボードは、釘ごとに一定の大きさの移動の距離を「加算」するのではなく、幅が連続的に変化する二等辺三角形を使用して玉の移動距離を「乗算」するものであるが、これは統計学における対数正規分布の研究および普及の過程でヤコブス・カプタインが制作し、その妥当性を視覚化し、実証する目的で使用された。これは1963年の時点でフローニンゲン大学に保管されていた。改良型の対数正規ゴルトンボードも存在し、これは歪んだ三角形を使用することで、玉の中央値が左にシフトするのを回避する。

## 理論

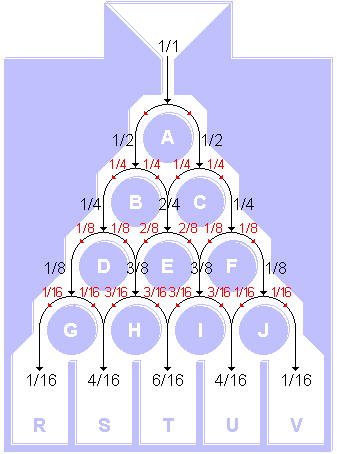
ゴルトンボードの理屈

玉が下に落ちるまでに k 回右側に跳ねたとき、玉は左側から数えて k 番目の容器に落ちる (ここで一番左の容器は0番目としている)。ゴルトンボードに打たれた釘の列の数を n と置くと、左から k 番目の容器に落ちる経路の数は二項係数 {\textstyle {n \choose k}} で与えられる。玉が右側に跳ねる確率を p と置くと (偏りのない場合は p = 0.5 となる)、上から落とした1個の玉が左から k 番目の容器に玉が落ちる確率は {\textstyle {n \choose k}p^{k}(1-p)^{n-k}} に等しくなる。これは二項分布の確率質量関数である。
中心極限定理（より具体的に言うと、ド・モアブル–ラプラスの定理）によれば、二項分布は、釘の行数と玉の数の両方が大きい場合、正規分布に近似する。行を変化させることで、ベル型の曲線の標準偏差または幅を変化させたり、溜め場における正規分布を変化させられる。 

## ギャラリー

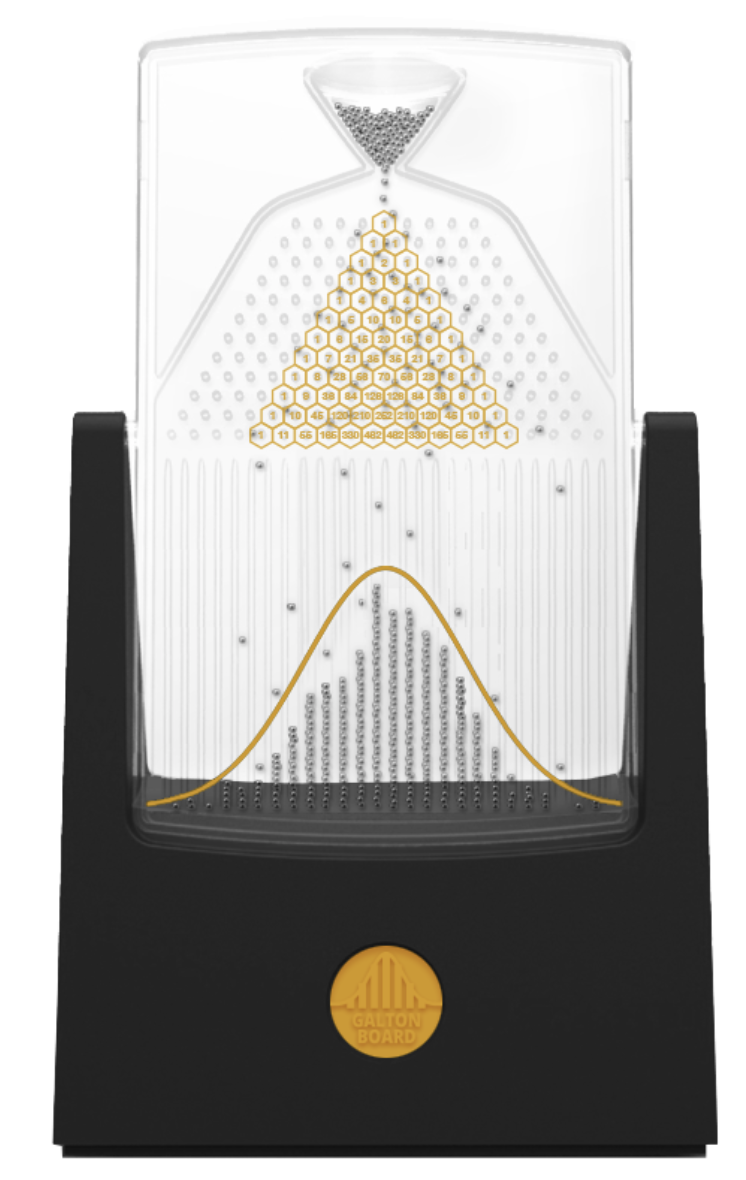
手のひらサイズのゴルトンボード (7.5インチ x 4.5インチ)
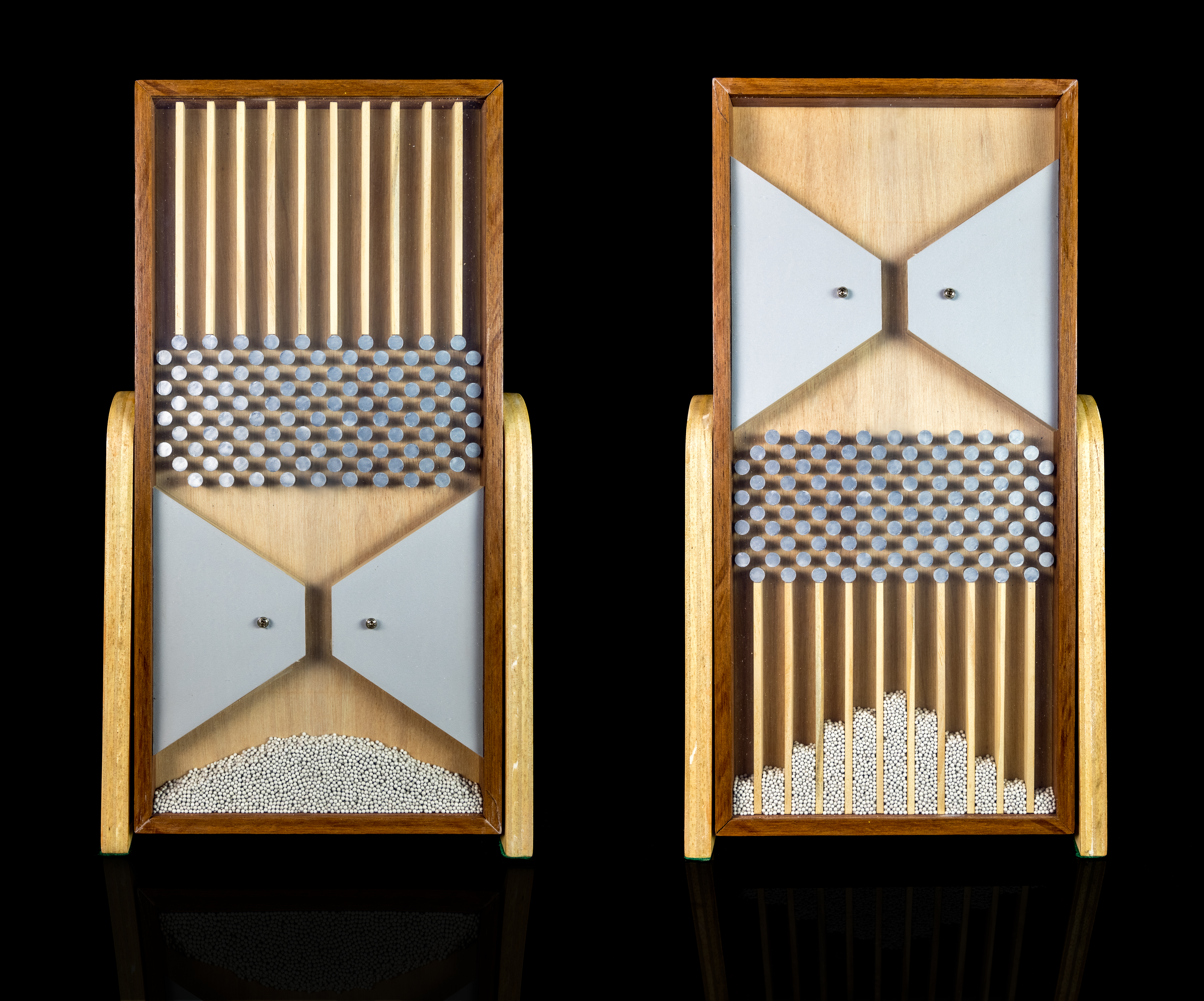
ひっくり返す前と後
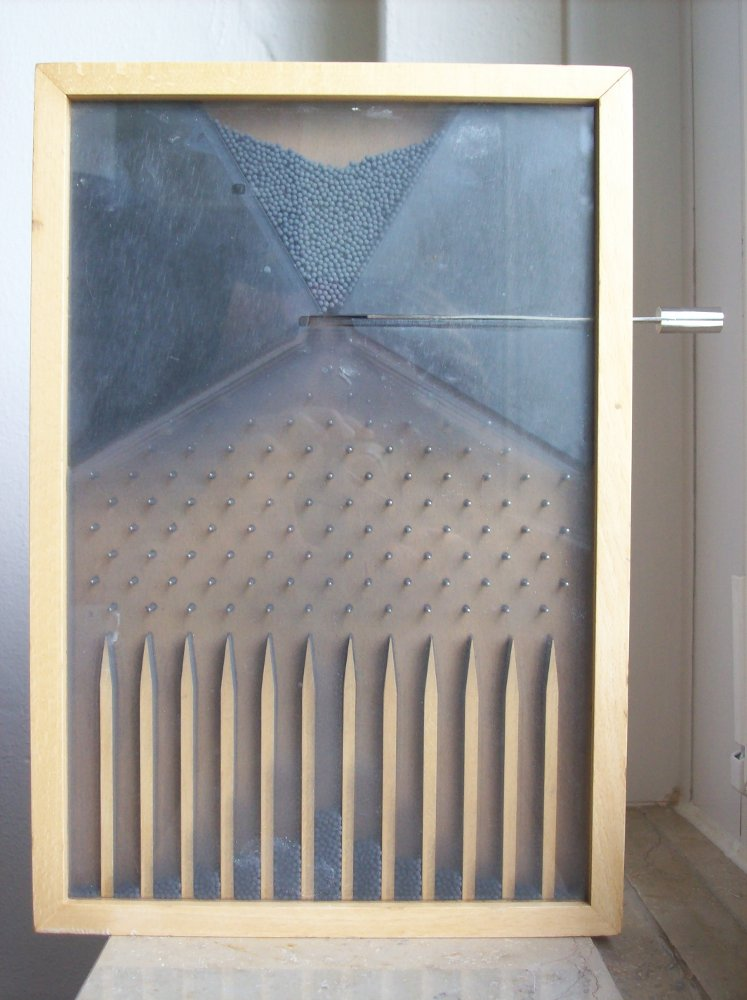
大きなゴルトンボード
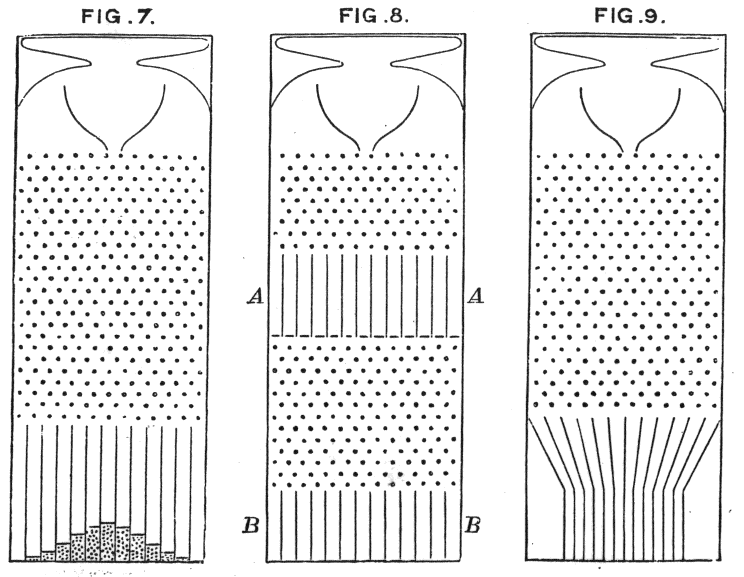
フランシス・ゴルトン卿による設計図

## 歴史
フランシス・ゴルトン卿は、ゴルトンボードの釘で跳ね返る玉というカオスな見かけ上から、ベルカーブという秩序が出現することに魅了された。彼は著書『Natural Inheritance』（1889）において、雄弁にこの関係を説明した。
見かけ上の混沌の中の秩序：誤差度の法則によって表徴される宇宙的秩序の素晴らしい形くらい想像力を喚起させるものは、私はほとんど知らない。もしギリシア人がこの法則を知っていたなら、きっと擬人化され、神格化されていたことだろう。それは穏やかに君臨し、荒々しい混乱のなかで自ら完全に消え去る。群衆が巨大であるほど、見かけ上の無政府状態が激しいほど、その支配はより完璧になる。理性を超越した最高法規である。大きなサンプル数の渾沌の要素たちを手に取り、その巨大な秩序に整列させたときはいつでも、疑いようもなく最も美しい形の規則性がずっと隠れていたことがわかるのだ。:66

## ゲーム
玉などのオブジェクトが釘に当たるごとに確率的に経路を変える、という発想を利用したゲームがいくつかある。
- パチンコ
- ピンボール
- Payazzo - フィンランドのギャンブル機
- Peggle - 2007年発売のパズルゲーム

## 参照
1. 1 2  Galton, Sir Francis (1894). Natural Inheritance. Macmillan ISBN 978-1297895982
2. ↑  “The Galton Board” (英語). www.galtonboard.com.   Four Pines Publishing, Inc.. 2018年3月6日閲覧。
3. ↑  “Henry Ford museum acquires Eames' Mathematica exhibit”. Auction Central News.   LiveAuctioneers (2015年3月20日). 2018年3月6日閲覧。
4. ↑  Brehmer et al 2018, "Mining gold from implicit models to improve likelihood-free inference": "Simulator Mining Example"
5. ↑  Kapteyn 1903, Skew frequency curves in biology and statistics v1; Kapteyn & van Uven 1916, Skew frequency curves in biology and statistics v2
6. ↑  Aitchison & Brown 1963, The Lognormal Distribution, with Special Reference to its Uses in Economics
7. ↑  Limpert et al 2001, "Log-normal Distributions across the Sciences: Keys and Clues"